# Vittorio Emanuele di Savoia-Aosta
Vittorio Emanuele Torino Giovanni Maria di Savoia, conte di Torino (Torino, 24 novembre 1870 – Bruxelles, 10 ottobre 1946), è stato un nobile e generale italiano, membro del ramo cadetto degli Aosta di Casa Savoia.

## Biografia

### Infanzia ed educazione

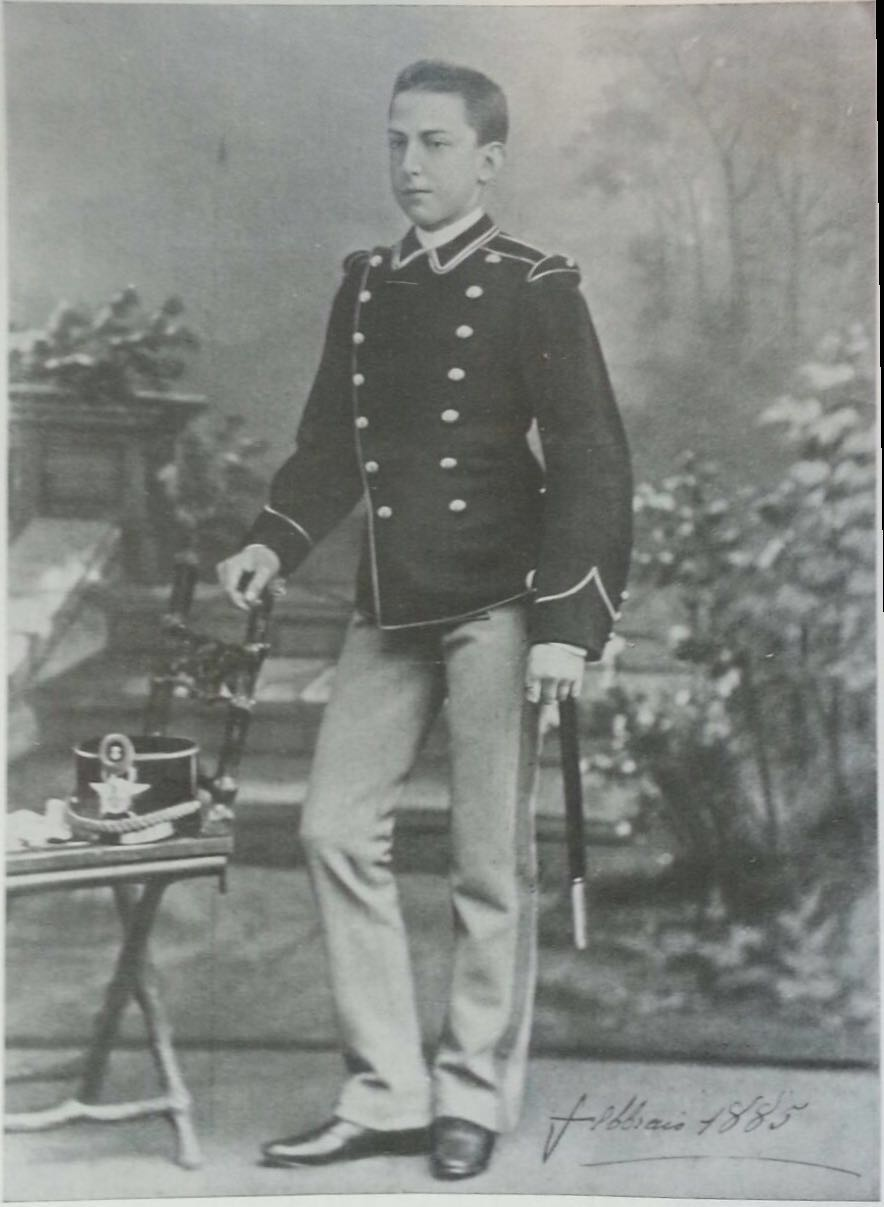
Il conte di Torino allievo della scuola militare "Teulié" nel 1885

Secondogenito di Amedeo I di Spagna e fratello di Emanuele Filiberto di Savoia-Aosta, di Luigi Amedeo, duca degli Abruzzi, e di Umberto, conte di Salemi, Vittorio Emanuele percorse la carriera militare nell'arma di cavalleria. 
Frequentò il Collegio Militare di Milano, oggi denominato Scuola militare "Teulié", e l'Accademia militare di Modena, uscendone nel 1889 con il grado di sottotenente. Assegnato inizialmente al reggimento "Nizza Cavalleria", fu in seguito trasferito al "Piemonte Cavalleria" con il grado di tenente.

### Duello
Il 15 agosto 1897, a Vaucresson, presso Versailles, Vittorio Emanuele si batté a duello con il principe Henry d'Orléans, che, in un articolo pubblicato sul quotidiano Le Figaro, aveva denigrato il valore dei soldati italiani dopo la battaglia di Adua. Il conte di Torino ferì all'addome l'avversario e vinse il duello dopo 26 minuti (nel duello, il suo padrino era il generale Felice Avogadro di Quinto mentre il suo testimonio era il generale Coriolano Ponza di San Martino). Al suo ritorno in patria venne ricevuto con grandissimi onori dallo zio Umberto I, mentre i giornali dell'epoca ne fecero una sorta di eroe patrio.

### Fidanzamento ventilato
Nel gennaio 1898 i principali giornali d'Europa diedero notizia, dandola per certa, di un suo presunto fidanzamento con la principessa Clara di Baviera, sorella minore della cugina Isabella, ma la notizia non fu confermata e del matrimonio non si parlò più. 

### Carriera militare
Nel 1900 Vittorio Emanuele venne nominato colonnello e promosso al comando dei "Lancieri di Novara". Nel 1903, promosso generale di brigata, comandò la VII brigata di cavalleria. Nel 1910 fu tenente generale e ispettore di cavalleria. Nella Grande Guerra (1915-1918) fu a capo dell'Arma di Cavalleria. Venne promosso generale di corpo d'armata nel 1923. 

### Ultimi anni e morte
Durante il fascismo mantenne una posizione defilata, eppure nell'agosto 1944 scrisse una lettera a Cino Moscatelli, comandante delle brigate garibaldine della Val d'Ossola, esprimendo la più viva ammirazione per la sua opera e dolendosi di non poter, per l'età e gli acciacchi, essere "con voialtri sulle balze dei monti con l'arma in pugno". La lettera è conservata presso l'Archivio Divisioni Garibaldine Val Sesia e Val d'Ossola e riportata nel libro "Il Monte Rosa è sceso a Milano" di Pietro Secchia e Cino Moscatelli. Celibe e senza figli, morì in Belgio nel 1946 dove si era recato in esilio volontario dopo il referendum istituzionale. Dal 1968 è sepolto nella cripta reale della basilica di Superga, sulla collina di Torino.

## Giovanni Pascoli e il duello
Il Pascoli, riflettendo l'emozione che il duello del Conte di Torino con il principe francese sollevò in Italia, dedicò all'evento un breve componimento, intitolato "Le due spade": 
(in "Scritti inediti e sparsi")

## Ascendenza
|                                         |                                           |                                      | Genitori                                 |  |  | Nonni |  |  | Bisnonni                |  |  | Trisnonni                          |  |
|                                         |                                           |                                      |                                          |  |  |       |  |  | Carlo Alberto di Savoia |  |  | Carlo Emanuele di Savoia-Carignano |  |
|                                         |                                           |                                      |                                          |  |  |       |  |  | Carlo Alberto di Savoia |  |  | Carlo Emanuele di Savoia-Carignano |  |
|                                         |                                           | Maria Cristina di Sassonia           |                                          |  |  |       |  |  | Carlo Alberto di Savoia |  |  |                                    |  |
| Vittorio Emanuele II di Savoia          |                                           |                                      |                                          |  |  |       |  |  | Carlo Alberto di Savoia |  |  |                                    |  |
|                                         |                                           | Maria Teresa d'Asburgo-Toscana       | Ferdinando III di Toscana                |  |  |       |  |  |                         |  |  |                                    |  |
|                                         |                                           | Maria Teresa d'Asburgo-Toscana       | Ferdinando III di Toscana                |  |  |       |  |  |                         |  |  |                                    |  |
|                                         |                                           | Maria Teresa d'Asburgo-Toscana       | Luisa Maria Amalia di Borbone-Napoli     |  |  |       |  |  |                         |  |  |                                    |  |
| Amedeo I di Spagna                      |                                           | Maria Teresa d'Asburgo-Toscana       |                                          |  |  |       |  |  |                         |  |  |                                    |  |
|                                         |                                           | Ranieri Giuseppe d'Asburgo-Lorena    | Leopoldo II d'Asburgo-Lorena             |  |  |       |  |  |                         |  |  |                                    |  |
|                                         |                                           | Ranieri Giuseppe d'Asburgo-Lorena    | Leopoldo II d'Asburgo-Lorena             |  |  |       |  |  |                         |  |  |                                    |  |
|                                         |                                           | Ranieri Giuseppe d'Asburgo-Lorena    | Maria Ludovica di Borbone-Spagna         |  |  |       |  |  |                         |  |  |                                    |  |
| Maria Adelaide d'Asburgo-Lorena         |                                           | Ranieri Giuseppe d'Asburgo-Lorena    |                                          |  |  |       |  |  |                         |  |  |                                    |  |
|                                         |                                           | Maria Elisabetta di Savoia-Carignano | Carlo Emanuele di Savoia-Carignano       |  |  |       |  |  |                         |  |  |                                    |  |
|                                         |                                           | Maria Elisabetta di Savoia-Carignano | Carlo Emanuele di Savoia-Carignano       |  |  |       |  |  |                         |  |  |                                    |  |
|                                         |                                           | Maria Elisabetta di Savoia-Carignano | Maria Cristina di Sassonia               |  |  |       |  |  |                         |  |  |                                    |  |
| Vittorio Emanuele di Savoia-Aosta       |                                           | Maria Elisabetta di Savoia-Carignano |                                          |  |  |       |  |  |                         |  |  |                                    |  |
|                                         | Giuseppe Alfonso dal Pozzo della Cisterna | Giuseppe dal Pozzo della Cisterna    |                                          |  |  |       |  |  |                         |  |  |                                    |  |
|                                         | Giuseppe Alfonso dal Pozzo della Cisterna | Giuseppe dal Pozzo della Cisterna    |                                          |  |  |       |  |  |                         |  |  |                                    |  |
|                                         | Giuseppe Alfonso dal Pozzo della Cisterna | Enrichetta Caresana di Carizio       |                                          |  |  |       |  |  |                         |  |  |                                    |  |
| Carlo Emanuele dal Pozzo della Cisterna | Giuseppe Alfonso dal Pozzo della Cisterna |                                      |                                          |  |  |       |  |  |                         |  |  |                                    |  |
|                                         |                                           | Maria Anna Balbo Bertone             | Carlo Emanuele Balbo Bertone             |  |  |       |  |  |                         |  |  |                                    |  |
|                                         |                                           | Maria Anna Balbo Bertone             | Carlo Emanuele Balbo Bertone             |  |  |       |  |  |                         |  |  |                                    |  |
|                                         |                                           | Maria Anna Balbo Bertone             | Rosalia Asinari di San Marzano           |  |  |       |  |  |                         |  |  |                                    |  |
| Maria Vittoria dal Pozzo della Cisterna |                                           | Maria Anna Balbo Bertone             |                                          |  |  |       |  |  |                         |  |  |                                    |  |
|                                         |                                           | Werner di Merode-Westerloo           | Guillaume Maximillia de Merodede         |  |  |       |  |  |                         |  |  |                                    |  |
|                                         |                                           | Werner di Merode-Westerloo           | Guillaume Maximillia de Merodede         |  |  |       |  |  |                         |  |  |                                    |  |
|                                         |                                           | Werner di Merode-Westerloo           | Marie d'Ongnies                          |  |  |       |  |  |                         |  |  |                                    |  |
| Luisa Carolina Ghislaine di Merode      |                                           | Werner di Merode-Westerloo           |                                          |  |  |       |  |  |                         |  |  |                                    |  |
|                                         |                                           | Victoire de Spangen d'Uyternesse     | François de Spangen d'Uyternesse         |  |  |       |  |  |                         |  |  |                                    |  |
|                                         |                                           | Victoire de Spangen d'Uyternesse     | François de Spangen d'Uyternesse         |  |  |       |  |  |                         |  |  |                                    |  |
|                                         |                                           | Victoire de Spangen d'Uyternesse     | Louise Xavière de Flaveau de La Raudière |  |  |       |  |  |                         |  |  |                                    |  |
|                                         |                                           | Victoire de Spangen d'Uyternesse     |                                          |  |  |       |  |  |                         |  |  |                                    |  |